# Hafizullah Amin
Hafizullah Amin, paszto حفيظ الله امين (ur. 1 sierpnia 1929 w Paghman w prowincji kabulskiej, zm. 27 grudnia 1979 w Kabulu) – afgański polityk, współtwórca i przez krótki czas (1979) przywódca Demokratycznej Republiki Afganistanu.

## Życiorys

### Wczesne lata życia
Z pochodzenia etnicznego Pasztun. Pochodził z plemienia Ghilzaj, z klanu Charutich. Urodził się w Paghman w dniu 1 sierpnia 1929 roku. Jego ojciec, urzędnik służby cywilnej, zmarł, gdy Hafizullah był jeszcze bardzo młody. Dzięki swojemu bratu, Abdullahowi, będącemu nauczycielem w szkole podstawowej, Amin był w stanie uczęszczać zarówno do szkoły podstawowej i średniej, co z kolei pozwoliło mu studiować na Uniwersytecie w Kabulu. Po studiach matematycznych ukończył również Kolegium Nauczycielskie Darul Mualimeen w Kabulu, a następnie został zawodowym nauczycielem. Później został zastępcą dyrektora College Darul Mualimeen, a następnie dyrektorem prestiżowej Wyższej Szkoły Avesina, a w 1957 roku opuścił Afganistan i rozpoczął edukację na Uniwersytecie Columbia w Nowym Jorku, gdzie uzyskał tytuł magistra w dziedzinie edukacji. Na uniwersytecie zainteresował się marksizmem, a w 1958 roku został członkiem uczelnianego Progresywnego Klubu Socjalistycznego. Kiedy wrócił do Afganistanu, został nauczycielem na Uniwersytecie Kabulskim, a następnie dyrektorem Wyższej Szkoły Avesina. W tym czasie poznał lewicowego działacza Nur Mohammad Tarakiego. Po tym, gdy zrezygnował z posady w Avesinie, przeniósł się do College Darul Mualimeen.
W 1962 roku po raz kolejny przybył do Stanów Zjednoczonych. Jak się uznaje, wówczas został poddany radykalizacji politycznej. Sam Amin rozpoczął pracę w grupie naukowej na Uniwersytecie w Wisconsin. Studiował również na studiach doktoranckich na Columbia University Teachers College, ale zaczął zaniedbywać naukę na rzecz polityki; w 1963 roku został szefem stowarzyszenia studentów afgańskich w college’u. Kiedy wrócił do Afganistanu w połowie lat 60., po drodze zatrzymał się w Moskwie, gdzie spotkał się ze starym przyjacielem i dawnym ministrem edukacji, Alim Ahmadam Popelem, pełniącym funkcję ambasadora Afganistanu w ZSRR. Podczas krótkiego pobytu, Amin stał się jeszcze bardziej radykalny. Niektórzy, w tym Nabi Misdaq, odrzucają prawdziwość pobytu Amina w ZSRR, według nich nie był on w Moskwie, lecz w Libanie i Niemczech Zachodnich. W Afganistanie wstąpił do ugrupowania o nazwie Ludowo-Demokratyczna Partia Afganistanu. Wziął udział w kongresie założycielskim partii i startował jako kandydat partii w wyborach parlamentarnych w 1965 roku. Jako kandydat zdobył mniej niż pięćdziesiąt głosów.
W 1966 roku trafił do Komitetu Centralnego L-DPA jako członek bez prawa głosu, a wiosną 1967 roku uzyskał pełne członkostwo w KC. Po rozłamie wstąpił do frakcji Chalk, której to udało się dostać do parlamentu w wyniku wyborów z 1969 roku. Wybory okazały się dla Amina sukcesem, a on jako członek parlamentu starał się pozyskać w siłach zbrojnych wsparcie Pasztunów. Amin jako członek parlamentu użył swojej pozycji do walki ze zjawiskami, które uważał za imperializm, feudalizm i stał w opozycji przeciw „zgniłemu” reżimowi, monarchii. W swych wystąpieniach na forum parlamentu ostro krytykował afgańską monarchię i domagał się demokratyzacji życia społeczno-politycznego. Amin sam powiedział, że jego członkostwo w parlamencie jest niezbędne do kontynuowania walki klasowej przeciwko burżuazji. W tym czasie pogorszyły się relacje między frakcją L-DPA Parczam a Chalk. Amin jako jedyny członek Chalk w parlamencie nie współpracował z liderem Parczam, Babrakiem Karmalem. Amin później wspominał te wydarzenia z goryczą. Po aresztowaniu przez reżim innych członków partii Dastagira Panjsheria i Saleha Mohammada Zeary w 1969 roku Amin stał się jednym z czołowych członków partii i pozostawał nim do czasu ich uwolnienia w 1973 roku.

#### W okresie rządów Daouda
Od 1973 do czasu zjednoczenia L-DPA w 1977 roku, Amin był drugim co do ważności działaczem frakcji Chalk. Taraki będący liderem frakcji uznawał Amina za ucznia, a sam Amin uważał Tarakiego za mentora. Ten oficjalny wizerunek był jednak błędny, Taraki potrzebował „taktycznych i strategicznych talentów”; motywacje Amina są bardziej niepewne, powszechnie uważa się jednak, że związał się on z Tarakim, aby chronić swoją pozycję w ruchu. W trakcie swojej działalności zyskał wielu wrogów, a najbardziej zauważalnym z nich był Karmal.
Gdy Mohammad Daud Chan obalił monarchię i ustanowił Republikę Afganistanu, chalkowska frakcja partii wsparła nowy system. Rząd ustanowił Front Narodowy, który prawdopodobne obejmował także frakcję Chalk. Przeciwnicy Chalk wewnątrz L-DPA, na czele z Karmalem wezwali Chalk do wystąpienia z sojuszu z centrowym rządem. Doprowadziło to do zaostrzenia wewnątrzpartyjnej rywalizacji. Niektórzy komuniści w siłach zbrojnych rozczarowali się rządem Daouda, co w późniejszym czasie umożliwiło zamach stanu z 1978 roku (rewolucja kwietniowa). Od 1973 do zamachu stanu, Amin był odpowiedzialny za organizację współpracy w siłach zbrojnych. Według oficjalnej wersji, Amin „spotykał się w dzień lub w nocy z oficerami łącznikowymi na obszarach takich jak góry, pola, lasy i pustynia gdzie oświecał ich na podstawie zasad ideologii klasy robotniczej”. Sukces Amina w rekrutacji oficerów polegał na tym, że Daud „wydany w lewo”, wkrótce po objęciu władzy miał „zdradzić lewicę”. Aminowi nie było trudno znaleźć niezadowolonych oficerów. Tymczasem stosunki między Chalk a wrogą jej względem frakcją Parczam doszło do dalszych spięć. W 1973 roku pojawiła się pogłoska, że wywodzący się z Parczam, major i szef Gwardii Republikańskiej Zia Mohammadzai planował zabić całe przywództwo Chalk. Plan, jeśli był prawdziwy, nie powiódł się, ponieważ członkowie Chalk dowiedzieli się o nim.
Parczam zaprzeczył jakoby kiedykolwiek planował zamach na liderów Chalk. Historyk Beverley Male uważa, że w rzeczywistości dalsze działania Karmala dają wiarę słuszności tłumaczeń Parczam. Ze względu na rzekomy zamach szykowany przez Parczam, Amin w 1976 roku zdecydował o zbrojnym obaleniu Daouda przez Chalk. Większość przywódców L-DPA głosowało przeciw takiemu rozwiązaniu. W 1977 doszło do oficjalnego zjednoczenia Parczam i Chalk. Niemniej jednak dwie frakcje miały oddzielne komitety centralne, politbiura, sekretarzy generalnych i inne struktury organizacyjne, struktury te połączono na lato tego samego roku. Jednym z powodów zjednoczenia partii były apele ze strony międzynarodowego ruchu komunistycznego reprezentowanego przez Komunistyczną Partię Indii, Iracką Partię Komunistyczną i Komunistyczną Partię Australii.

#### Rewolucja kwietniowa
18 kwietnia 1978 zabity został główny ideolog Parczam, Mir Akbar Khyber. Powszechnie uważa się, że został on zamordowany przez rząd Dauda. Zamach zapoczątkował łańcuch wydarzeń, które doprowadziły do przejęcia władzy L-DPA w ciągu jedenastu dni. Zabójca nigdy nie został złapany, ale Anahita Ratebzad z Parczam wierzył, że to Amin nakazał zlecić zabójstwo. Pogrzeb działacza przekształcił się w dużą demonstrację antyrządową. Daud, który nie rozumiał znaczenia tych wydarzeń, w siedem dni po pogrzebie rozpoczął masowe aresztowana członków partii. Amin był jednym z ostatnich członków KC aresztowanym przez władze. Jego późne aresztowanie może być uznane za dowód braku informacji na jego temat ze strony reżimu. Rozpoczęciu rewolucji sygnał dało aresztowania Tarakiego. Amin w przeciwieństwie do Tarakiego nie trafił do więzienia, lecz został umieszczony w areszcie domowym, a jego syn, Abdur Rahman miał pełną swobodę ruchu. Dzięki temu o dziewiątej rano 27 kwietnia dał sygnał do rozpoczęcia rewolucji. Rewolucja okazała się sukcesem dzięki olbrzymiemu wsparciu afgańskiej armii, w tym ministra obrony Ghulama Haidar Rasuliego i dowódcy wojsk lądowych, Aslama Watanjara oraz szefa sztabu Sił Powietrznych Afganistanu Abdual Qadir Dagarwala.

### W okresie rządów L-DPA
W latach 1978–1979 kolejno: wicepremier i minister spraw zagranicznych (od 30 kwietnia 1978), szef afgańskiej służby bezpieczeństwa KAM i członek Rady Rewolucyjnej Demokratycznej Republiki Afganistanu (od 1 maja 1978), sekretarz LDPA (od września 1978), premier (od 28 marca 1979), minister obrony (od lipca 1979).

#### Ponowny rozłam między frakcjami
Po rewolucji przewodniczącym Prezydium Rady Rewolucyjnej i premierem mianowany został Taraki, który zachował także stanowisko sekretarza generalnego partii. Taraki początkowo utworzył rząd, który składał się z po dwóch przedstawicieli Chalk i Parczam. Karmal został Wiceprzewodniczącym Rady Rewolucyjnej. Amin został ministrem spraw zagranicznych oraz wicepremierem. Do pierwszego konfliktu frakcyjnego doszło, gdy członkowie Chalk chcieli włączyć do KC oficerów, którzy wzięli udział w rewolucji. Amin, który wcześniej sprzeciwiał się powołaniu wojskowych do przywództwa L-DPA, poparł plan swojej frakcji. W partii zorganizowano głosowanie odnośnie do tej decyzji. Głosowanie wygrała Chalk, która oskarżyła Parczam o oportunizm. W praktyce rzeczywiście Parczam nie uczestniczyła w rewolucji, a jedynie wybiła się na fali rewolucyjnej.
W dniu 27 czerwca 1978, a więc trzy miesiące po rewolucji, Aminowi udało się wymanewrować Parczam w trakcie posiedzenia Komitetu Centralnego, a na skutek manewru Chalk udało się wyeliminować Parczam z prawa do formułowania polityki rządu. Karmal musiał wyjechać z kraju, ale był w stanie stworzyć sieć z pozostałymi w rządzie zwolennikami własnej frakcji. Zamach stanu w celu obalenia Amina został zaplanowany na wrzesień. Jego czołowym wykonawcą był minister obrony Qadir i szef sztabu armii, generał Shahpur Ahmedzai. Zamach zaplanowano na 4 września w trakcie jednego z festiwali. Spisek nie powiódł się ze względu na donos ambasadora Indii do rządu Tarakiego i Amina. Po wykryciu spisku Chalk dokonał w rządzie czystki, a wszyscy ambasadorzy wywodzący się z wrogiej frakcji zostali odwołani.

#### Konflikt z Tarakim
Po wprowadzeniu w życie szeregu radykalnych reform, w tym reformy rolnej, część Afgańczyków sprzeciwiła się rządowi. Na początku 1979 roku, dwadzieścia pięć z dwudziestu ośmiu prowincji stało się niebezpiecznymi z powodu zbrojnego oporu przeciwko rządowi. W dniu 29 marca 1979 roku wybuchło powstanie w Heracie. Bunt przerodził się w otwarta wojnę między islamskimi mudżahedinami a rządem Afganistanu. To właśnie w tym okresie Amin został najważniejszą osobą w stolicy. Rebelia wkrótce została zgnieciona, a Rada Rewolucyjna ratyfikowała plan pięcioletni, Traktat Przyjaźni Afgańsko-Radzieckiej, reorganizację Rady Ministrów oraz wzmocnienie siły wykonawczej (przewodniczący Rady Rewolucyjnej).

Flaga Afganistanu w latach 1978–1980

Radziecki ambasador w Afganistanie, Aleksander Puzanow namówił wkrótce Aslama, Sayeda Mohammada Watanjara i Sherjana Mazdoryara Gulabzoya do spisku przeciwko Aminowi. Trzej działacze wywierali presję na Tarakiego, który dotychczas był bliskim współpracownikiem Amina. Nie wiadomo, czy Amin wiedział o spisku przeciwko niemu, jednakże już wówczas z niezadowoleniem wypowiadał się o poczynaniach rządu oraz chciał doprowadzić do ponownej reorganizacji rządu. Mimo presji Amin został premierem kraju. 26 marca Biuro Polityczne partii i Rada Ministrów zatwierdziły przedłużenie uprawnień władzy wykonawczej i ustanowienie Wyższej Ojczyźnianej Rady Obrony do spraw bezpieczeństwa. Wielu analityków uznało powołanie Amina na premiera jako zwiększenie jego kompetencji kosztem Tarakiego. Niemniej jednak umocnienie pozycji Tarakiego jako Przewodniczącego Rady Rewolucyjnej, ograniczyło władzę Prezesa Rady Ministrów. Choć Amin mógł powoływać i odwoływać nowych ministrów potrzebował do tego zgody Tarakiego, a poszczególni ministrowie odpowiadali tylko przed Tarakim. Gdy Amin został Prezesem Rady Ministrów, był odpowiedzialny za planowanie, finanse i sprawy budżetowe, prowadzenie polityki zagranicznej, sprawy porządku i bezpieczeństwa przejęła natomiast Wyższa Ojczyźniana Rada Obrony na czele z Tarakim. Choć Amin został wiceprzewodniczącym Rady Ojczyźnianej to większość jej członków było zwolennikami frakcji antyaminowskiej. Do przeciwników Amina w Radzie zalicza się ministra obrony narodowej Watanjara, ministra spraw wewnętrznych Mazdoryara, przewodniczącego Komisji Spraw Politycznych Mohammada Iqbala, szefa Sztabu Generalnego Sił Zbrojnych Mohammada Yaquba, dowódcę Sił Powietrznych Nazara i szefa tajnej policji Assadullaha Sarwariego.
Jeszcze w chwili nadania mu stanowisk Taraki deklarował, że ma do niego pełne zaufanie. Duża liczba wrogów w Radzie Ojczyźnianej uniemożliwiła Aminowi normalną kontrolę nad Ministerstwem Obrony Narodowej. Wkrótce Amin na skutek reorganizacji rządu utracił kontrolę nad ministerstwem spraw wewnętrznych i służbami specjalnymi. Wciąż jednak miał sojuszników, jego brat Yaqub był Szefem Służby Bezpieczeństwa w Ministerstwie Spraw Wewnętrznych a szwagier Sayed Daud Taroon zajmował ważne funkcje w organach specjalnych. Na ważne stanowisko udało mu się powołać dwóch własnych sojuszników, ministrem planowania został Mohammad Sediq Alemyar a ministrem informacji i kultury Khayal Mohammad Katawazi. Proaminowski Faqir Mohammad Faqir w kwietniu 1978 został mianowany zastępcą przewodniczącego Rady Ministrów. Pozycja polityczna Amina mimo tych starań nie została podkopana również i po wizycie w Kabulu, Aleksieja Jepiszewa, szefa dyrekcji politycznej Armii Radzieckiej i Marynarki Wojennej. Jepiszew 7 kwietnia spotkał się z Tarakim, nie spotykając się przy tym z Aminem. Sowietów coraz bardziej martwiła kontrola Amina nad afgańskim wojskiem. W praktyce wizyta wzmocniła jedynie pozycje sceptycznego względem ZSRR Amina, który wkrótce stał się doradca Tarakiego.
Wbrew woli Amina wzmocnieniu w dalszym czasie ulegała pozycja Prezesa Rady Rewolucyjnej, a więc Tarakiego. Taraki zamiast niego zaczął przewodniczyć spotkaniom Rady Ministrów. Amin zaczął oskarżać Tarakiego o autokrację i kult jednostki. Podziały frakcyjne w partii potęgowały jedynie problemy ze zwalczaniem sił kontrrewolucyjnych wewnątrz kraju. Amin próbował zdobyć poparcie dla rządu poprzez przedstawianie się jako pobożnego muzułmanina. Wraz z Tarakim o wspieranie kontrrewolucjonistów oskarżał obce mocarstwa. Amin o wsparcie dla rebelii oskarżył Wielką Brytanię i tamtejszą stację BBC oraz wymienił mniejsze zaangażowanie USA i ChRL. Taraki natomiast o wspieranie rebeliantów wprost obwiniał Iran, Pakistan i USA. Krytyka Amina względem Wielkiej Brytanii i BBC trafiała na podatny grunt wśród tradycyjnie antybrytyjsko nastawianych mieszkańców wiejskich regionów kraju. W przeciwieństwie do Tarakiego Amin unikał jawnego opowiedzenia się przeciwko rządom USA i Chin. Ostrożne zachowanie Amina było w głębokim kontraście do oficjalnego stanowiska Związku Radzieckiego w tej sprawie. Według Beverleya Male, radzieckie przywództwo dążyło do konfrontacji między Afganistanem a własnymi wrogami.
Amin próbował uspokoić społeczność szyicką poprzez spotkania z jej przywódcami. Mimo to część przywódców szyickich wezwało do kontynuowania oporu, a w szyickiej dzielnicy Kabulu wybuchła rebelia. W lecie 1979 roku Amin, który zbudował wizerunek silnego przywódcy zaczął odcinać się od Tarakiego, który nie był w dobrym stanie zdrowotnym i miał problem z alkoholem. 27 czerwca Amin został członkiem Biura Politycznego, a więc wiodącego organu decyzyjnego w państwie. W swojej wewnątrzpartyjnej przemowie skrytykował część przywódców L-DPA, jak stwierdził, w jego grono starali się przeniknąć „wrogowie naszej ojczyzny i wrogowie ruchu robotniczego na całym świecie”.

### Przywódca Demokratycznej Republiki Afganistanu

#### Dojście do władzy
Zapewniając sobie wpływy w aparacie państwowym – w szczególności w policji, wojsku i środkach informacyjnych – doprowadził do konfrontacji z dotychczasowym przywódcą DRA Nur Mohammedem Tarakim. Gdy w połowie lipca radziecka gazeta „Prawda” skrytykowała sytuację w Afganistanie i wykazała, że ZSRR nie chce dopuścić do sytuacji, w której Amin stanie się przywódcą Afganistanu, w kraju wybuchł kryzys politycznej. W głosowaniu politbiura z 28 lipca członkowie partii zatwierdzili wniosek Amina o zbiorowym podejmowaniu decyzji. Był to poważny cios dla Tarakiego. Wkrótce wielu zwolenników Tarakiego zostało zastąpionych w politbiurze przez proaminowski członków L-DPA. W połowie sierpnia Kabul odwiedził Iwan Pawłowski, dowódca Wojsk Lądowych ZSRR. W przemówieniu wygłoszonym zaledwie kilka dni po przyjeździe Pawłowskiego, Amin stwierdził, że chce budowy bliższych stosunków między Afganistanem a Chińską Republiką Ludową, a w tym samym przemówieniu wspomniał, że ma zastrzeżenia co do sowieckiej ingerencji w Afganistanie. Porównał on radziecką pomoc dla Afganistanu z pomocą Włodzimierza Lenina dla Węgierskiej Republiki Radzieckiej w 1919 roku. Taraki wziął udział w konferencji Ruchu Państw Niezaangażowanych w Hawanie na Kubie i spotkał się z ministrem spraw zagranicznych ZSRR, Andriejem Gromyką. W spotkaniu nie uczestniczył afgański minister spraw zagranicznych, Shah Wali, będący zwolennikiem Amina co według części historyków mogło być zwiastunem zbliżającego się puczu.
Podczas wizyty na konferencji Ruchu Państw Niezaangażowanych, Taraki otrzymał raport wywiadu, wedle którego Amin planował jego aresztowanie lub zabicie. Raport ten, jak się później okazało, był błędny. Po zapoznaniu się z raportem Taraki nakazał wyeliminować Amina fizycznie. Amin dowiedział się o planowanym zamachu i schronił się w ambasadzie ZSRR. Wkrótce Taraki został zabity na polecenie Amina.
Od 16 września do 27 grudnia 1979 objął stanowisko sekretarza generalnego Ludowo-Demokratyczna Partia Afganistanu oraz przewodniczącego Rady Rewolucyjnej Demokratycznej Republiki Afganistanu, czyli de facto prezydenta Demokratycznej Republiki Afganistanu.

#### Polityka krajowa
Po odsunięciu Tarakiego od władzy, Amin został wybrany przez politbiuro L-DPA przewodniczącym Prezydium Rady Rewolucyjnej i sekretarzem generalnym Komitetu Centralnego. Rozpoczął on również usuwanie ze stanowisk zwolenników Tarakiego. Przejęcie władzy przez Amina zostało oficjalnie zatwierdzone przez Jamiatul Ulama w dniu 20 września 1979. Jedynymi członkami rządu, jakich odwołał byli członkowie tzw. bandy czworga będący jego zaciekłymi wrogami z okresu rządów Tarakiego. Dojście Amina do władzy spowodowało przyjęcie polityki umiarkowanej, polegającej na próbach przekonania Afgańczyków co do tego, że rząd nie jest antyislamski. Rząd Amina zaczął inwestować w odbudowę meczetów i wypłacał odszkodowania za ich zniszczenia. Obiecał zapewnienie Afgańczykom wolności wyznania. Grupy religijne otrzymywały kopie Koranu, a Amin w swoich przemówieniach zaczął odnosić się do Boga. Stwierdził, że rewolucja była „całkowicie oparta na zasadach islamu”. Kampania okazała się nieudana, a wielu Afgańczyków oskarżyło Amina za bycie odpowiedzialnym za represyjne działania rządu. Działania Amina mające wykazać, że jest on pobożnym muzułmaninem, były silnym punktem działającym na szkodę kontrrewolucyjnej propagandzie, która twierdziła, że rząd jest ateistyczny. Starał się też zwiększyć swoją popularność wśród grup plemiennych, czego nie udało się osiągnąć Tarakiemu. Choć na ogół Amin ubierał się w zachodnie stroje, pojawiały się również fotografie przedstawiające go w tradycyjnych ubraniach Pasztunów. W okresie krótkiego przywództwa starał się zdemokratyzować władzę i obiecał nie dopuścić do utworzenia rządów jednoosobowych. Rząd opublikował również listę osób straconych w okresie rządów Tarakiego a winą za nie obarczono byłego lidera kraju.
Mimo zabiegów mających na celu pozyskanie przychylności obywateli i liberalizacji politycznej Amin w dalszym ciągu nie był lubiany przez dużą część rodaków. Rząd stracił kontrolę nad terenami wiejskimi, a armia odniosła duże straty na skutek dezercji. Sporym problemem okazała się penetracja L-DPA, wojska i biurokracji rządowej przez KGB. Pozycja Amina osłabła jeszcze bardziej po tym, gdy jego polityczni rywale, którzy udali się na zesłanie do ZSRR i innych państw bloku wschodniego, zaczęli wprost opowiadać się za odsunięciem go od władzy. Lider Parczam, Babrak Karmal spotkał się w tym czasie z kilkoma czołowymi postaciami bloku wschodniego a dawni stronnicy Tarakiego, Mohammad Aslam Watanjar, Sayed Mohammad Gulabzoy i Assadullah Sarwari coraz usilniej chcieli zemsty na Aminie.

#### Polityka zagraniczna
Odkąd został liderem, próbował zmniejszyć zależność Afganistanu od ZSRR. Próbował to zrealizować poprzez zrównoważenie polityki zagranicznej polegającej na zacieśnieniu stosunków z Iranem i Pakistanem. Postawa Amina budziła obawy w ZSRR, gdzie na afgański rząd patrzono z coraz większą podejrzliwością. Szczególnie niechętnie przywódcy ZSRR patrzyli na Amina po tym, gdy ten spotkał się z Gulbuddinem Hekmatjarem będącym jednym z czołowych antykomunistów w Afganistanie. Prezydent starał się nawiązać lepsze stosunki z USA. Relacje te nie należały do najlepszych szczególnie ze względu na udział Amina w zamachu na Adolpha Dubsa będącego ambasadorem Stanów Zjednoczonych. W okresie swojej prezydentury spotkał się z trzema różnymi amerykańskimi chargé d’affaires i odpowiadał na pytania amerykańskiego korespondenta. Jego działania nie dały jednak spodziewanego rezultatu i nie polepszyły sytuacji w Afganistanie w oczach rządu Stanów Zjednoczonych. Amerykański ambasador, J. Bruce Amstutz po trzecim spotkaniu z Aminem oświadczył, że przed ewentualnymi działaniami rząd USA musi obserwować sytuację w kraju. Na początku grudnia 1979 roku Ministerstwo Spraw Zagranicznych zaproponowało wspólne spotkanie między Aminem a pakistańskim prezydentem Muhammadem Zia ul-Haqem. Rząd Pakistanu przyjął zmodyfikowaną wersję oferty afgańskiego MSZ i wysłał na rozmowy do Kabulu własnego ministra spraw zagranicznych, Aghę Szaniego, mimo to tajna policja pakistańska Inter-Services Intelligence w dalszym ciągu szkoliła mudżahedinów walczących przeciwko rządowi Amina.

##### Relacje z ZSRR
Wbrew powszechnemu przekonaniu, radzieckie kierownictwo kierowane przez Leonida Breżniewa, Aleksieja Kosygina i Biuro Polityczne, nie było chętnie nastawione do wysłania żołnierzy do Afganistanu. Politbiuro przy swoich decyzjach kierowało się specjalną komisją ds. Afganistanu, która składała się z Jurija Andropowa przewodniczącego KGB, Andrieja Gromyki będącego szefem MSZ, ministra obrony Dmitrija Ustinowa i Borisa Ponomariowa będącego szefem działu zagranicznego Komitetu Centralnego. Biuro Polityczne było przeciwne usunięciu Tarakiego i jego późniejszemu zabiciu. Według nowej strategii sekretarza generalnego Komitetu Centralnego Komunistycznej Partii Związku Radzieckiego, Breżniewa, celem ZSRR stać się miało zachowanie pozycji radzieckich w Afganistanie. Oficjalnie relacje afgańsko-radzieckie pozostawały nie najgorsze, w trakcie krótkiego epizodu rządów Amina, został on zaproszony do Moskwy przez Aleksandra Puzanowa będącego radzieckim ambasadorem. Amin oficjalnie zaproszony został z powodu satysfakcji radzieckiego kierownictwa partyjnego z jego polityki i modelu budowania państwa. Jednocześnie radzieckie kierownictwo ostro krytykowało Amina, Jurji Andropow mówił o „niepożądanym obrocie wydarzeń” w tym kraju w kontekście tamtejszych zmian politycznych. Sowieci obawiali się, że Amin może przenieść politykę zagraniczną Afganistanu z pozycji proradzieckich na proamerykańskie. W połowie grudnia 1979 roku, radzieckie kierownictwo ustanowiło przymierze z wrogami Amina, Babrak Karmalem i Assadullahem Sarwarim.
Sam Amin w oficjalnych wystąpieniach opowiadał się za kontynuacją sojuszu z ZSRR, jednocześnie powtarzał, że najważniejszym obowiązkiem kraju jest utrzymanie niepodległości i prawa do poszanowania przez innych tradycji narodowych. Niebawem relacje między Puzanowem a Aminem popsuły się, a ten drugi rozpoczął kampanię mającą zdyskredytować Puzanowa. KGB oskarżyło Amina o przeinaczanie stanowiska radzieckiego na łamach Rady Rewolucyjnej i KC L-DPA oraz odnotowało wzrost agitacji antysowieckiej w okresie jego rządów, a także represje wobec obywateli radzieckich. Grupa starszych polityków zwróciła się do KC i zaapelowała o zrobienie „wszystkiego, co możliwe”, aby uniemożliwić zmianę orientacji politycznej w Afganistanie. Jeszcze wówczas kierownictwo KC nie poparło interwencji w tym kraju. W ocenie Politbiura, Amin był żądnym władzy przywódcą, który wyróżniał się zdradliwością i brutalnością. Wśród grzechów Amina wymieniono jego „nieszczerość i dwulicowość” w stosunkach z ZSRR, tworzenie fikcyjnych oskarżeń wobec członków L-DPA pozostających w opozycji względem jego rządu, nepotyzm i tendencję do prowadzenia bardziej „zrównoważonej polityki” wobec krajów Pierwszego Świata.

### Obalenie Amina

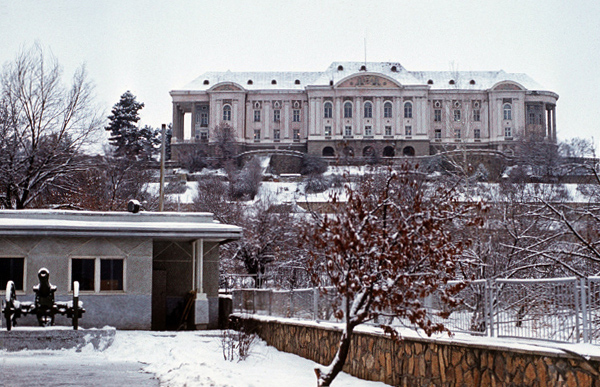
Pałac Tadż-bek (1987). Siedziba i miejsce śmierci Amina

#### Nieudana próba otrucia
27 grudnia 1979 Amin wydał obiad dla wszystkich członków rządu, podczas którego przedstawiał kwestię radzieckiego wsparcia. Jak się okazało, do stołu podano zatrute jedzenie i po zakończonym posiłku wszyscy spożywający wpadli w niedyspozycję, a wielu straciło przytomność. Najprawdopodobniej zorganizowali to Sowieci, którzy tym krokiem chcieli ułatwić sobie pojmanie lub zabicie afgańskiego przywódcy. Sam Amin podejrzewał z kolei spisek ze strony ludzi Tarakiego. Otrucie nie udało się, gdyż Amina zdołali ostatecznie odratować mieszkający w jego rezydencji i niewtajemniczeni w spiski radzieccy lekarze. Szybkie ozdrowienie wiązało się też z tym, że Amin zwykł odżywiać się skromnie, przez co przyjął małą ilość trucizny.

#### Szturm na rezydencję i zabójstwo Amina
Już pod koniec października Komisja Specjalna ws. Afganistanu z Ustinowem, Ponamoriowem, Andropowem i Gromyką, chciała zakończyć mylne wrażenie o poparciu ZSRR dla polityki i przywództwa Amina. W stan gotowości względem Afganistanu postawiono służby specjalne KGB. Andropow z trudem wywalczył u Breżniewa możliwość interwencji, pomysł interwencji Andropow argumentował zniszczeniem struktur wojskowych Afganistanu i stosowaniem masowych represji. Plan Andropowa zakładał zebranie niewielkiej siły interwencyjnej i zastąpienia Amina przez Karmala. Plan interwencji potwierdzony został przez radzieckie kierownictwo 12 grudnia.
Operacja ruszyła 27 grudnia 1979, wieczorem siły radzieckie przystąpiły do zbrojnego obalenia prezydenta (operacja „Sztorm-333”). Około 19.30 sowieccy komandosi wysadzili w powietrze pocztę, dając pozostałym oddziałom sygnał do ataku i równocześnie niszcząc łączność telekomunikacyjną Kabulu. Zaatakowano najważniejsze gmachy stolicy Afganistanu, a główne uderzenie poszło na siedzibę Amina. Po długiej wymianie ognia Sowieci wtargnęli do pałacu i walki przeniosły się do jego wnętrza. Walka była chaotyczna, a przeciwnicy mieli problemy z rozróżnianiem się – sowieccy komandosi ubrali się dla kamuflażu w afgańskie mundury, z kolei Afgańczycy używali broni produkcji radzieckiej. Amin przez cały czas przekonany był, że szturm podjęły zbuntowane oddziały afgańskie i liczył na pomoc ze strony Armii Radzieckiej. Wkrótce jednak dowódca straży przedstawił mu uzyskane drogą radiową informacje ze Sztabu Generalnego o trwających walkach w mieście oraz o pozostaniu wszystkich jednostek afgańskich na swoich pozycjach i braku sygnałów o jakimkolwiek buncie. Gdy zasugerował, że ataku dokonali Sowieci, Amin rzucił w niego popielniczką i krzyknął: „To niemożliwe! Kłamiesz!”. Następnie wybiegł z gabinetu na korytarz. Tam znaleziono go później martwego, leżącego w kałuży krwi wraz z nieżywym pięcioletnim synem. Według relacji lekarzy radzieckich, kryjących się przed ostrzałem za meblami w tym samym pomieszczeniu, płaczące dziecko na widok ojca podbiegło do niego i złapało go za nogi; obaj zapewne wpadli w ogień krzyżowy. Prawdopodobnie zostali zabici przez żołnierzy radzieckiej jednostki specjalnej Specnazu KGB „Alfa”. Podczas szturmu na pałac prezydencki zginęło 200 gwardzistów afgańskich oraz dowódca komandosów radzieckich, pułkownik Bojarinow (zastrzelony przypadkiem przez własnych żołnierzy). Była to ewidentna egzekucja polityka, który mógł zagrozić interesom sowieckim w Afganistanie. Nowym przywódcą Afganistanu został namaszczony przez Moskwę Babrak Karmal.
Po zakończeniu szturmu na pałac, jeden z członków frakcji Chalk zażądał formalnego wyroku śmierci na Aminie „w imieniu Partii i ludu”. Pomimo że Hafizullach Amin już nie żył, do martwego ciała „dla zasady” oddano kilka strzałów.

Grupa KGB systematycznie opanowywała I piętro, wrzucając granaty do każdego pokoju. Amin, z pomocą radzieckich lekarzy, zdołał się podnieść i próbował się schronić za cienkim drewnianym słupem, przyciskając do siebie pięcioletniego syna. Lekarze, słysząc krzyki radzieckich żołnierzy, pozostawili pacjenta jego losowi. Parę chwil później Amin został ciężko ranny odłamkami granatu; dosięgły go też kule. Ale coup de grace zadali mu dopiero zwolennicy Tarakiego, ściągnięci przez KGB: podziurawili kulami ciało swojego wroga jak rzeszoto.